# Nathan Naenen
Nathan Naenen (9 november 1996) is een Belgisch acteur.
Naenen studeerde aan de Kunsthumaniora Heilig Graf te Turnhout, studierichting Woordkunst-Drama. Nadien studeerde hij aan het RITCS te Brussel waar hij afstudeerde als Master in de Audiovisuele Kunsten - Regie. 
In 2015 had hij hoofdrollen in de VTM-televisieseries Kattenoog als Boris en Altijd Prijs als Jasper Desmet. In 2011 had hij een eerste kleine rol in Noordzee, Texas als jonge Gino. Eerder had hij ook gastrollen in Code 37 als Pieter Verhaelen, in Ontspoord als Jens en in Familie als Kobe Vermiert. Hij speelde ook enkele jaren een rol in wtFOCK als Senne De Smet. In 2024 speelde hij mee in seizoen 2 van Assisen.

## Filmografie

### Film
- Noordzee, Texas - jonge Gino (2011)
- Zeppos - Het Mercatorspoor - Benjamin Kurrel (2022)

### Televisie
- Code 37 - Pieter Verhaelen (2011) (VTM)
- Ontspoord - Jens (2013) (VTM) (werd nooit uitgezonden)
- Familie - Kobe Vermiert (2014-2018) (VTM)
- Altijd Prijs - Jasper Desmet (2015) (VTM)
- Kattenoog - Boris (2015) (vtmkzoom)
- Trollie - David (2015) (NPO Zapp / Ketnet)
- Vermist VII - Louic (2016) (VIER)
- wtFOCK - Senne (2018-2020) (VIJF, Telenet)
- Zie mij graag - Student (2019) (Eén)
- Assisen - Axel Liveyns (2024) (Play4)

### Online-serie
- Dubbelspel - Pieter (2016) (origineel VTM-app en -website, later VTM GO)
- wtFOCK - Senne (2018-2021) (website en Streamz)
- Brak - Lenny (2020) (VTM GO)
- Liefdestips aan Mezelf (2023) (GoPlay)